# リャザンの奇跡
リャザンの奇跡 (ロシア語: рязанское чудо'リャザンの奇跡',рязанский эксперимент,'リャザン実験', Рязанская авантюра "リャザンの冒険的事業") とは、1959年から1960年にかけてソビエト連邦のリャザン州党委員会によって行われたプロパガンダキャンペーンであり、牛肉生産量の偽装が引き起こされ、経済の混乱を招いた事象である。

## 背景

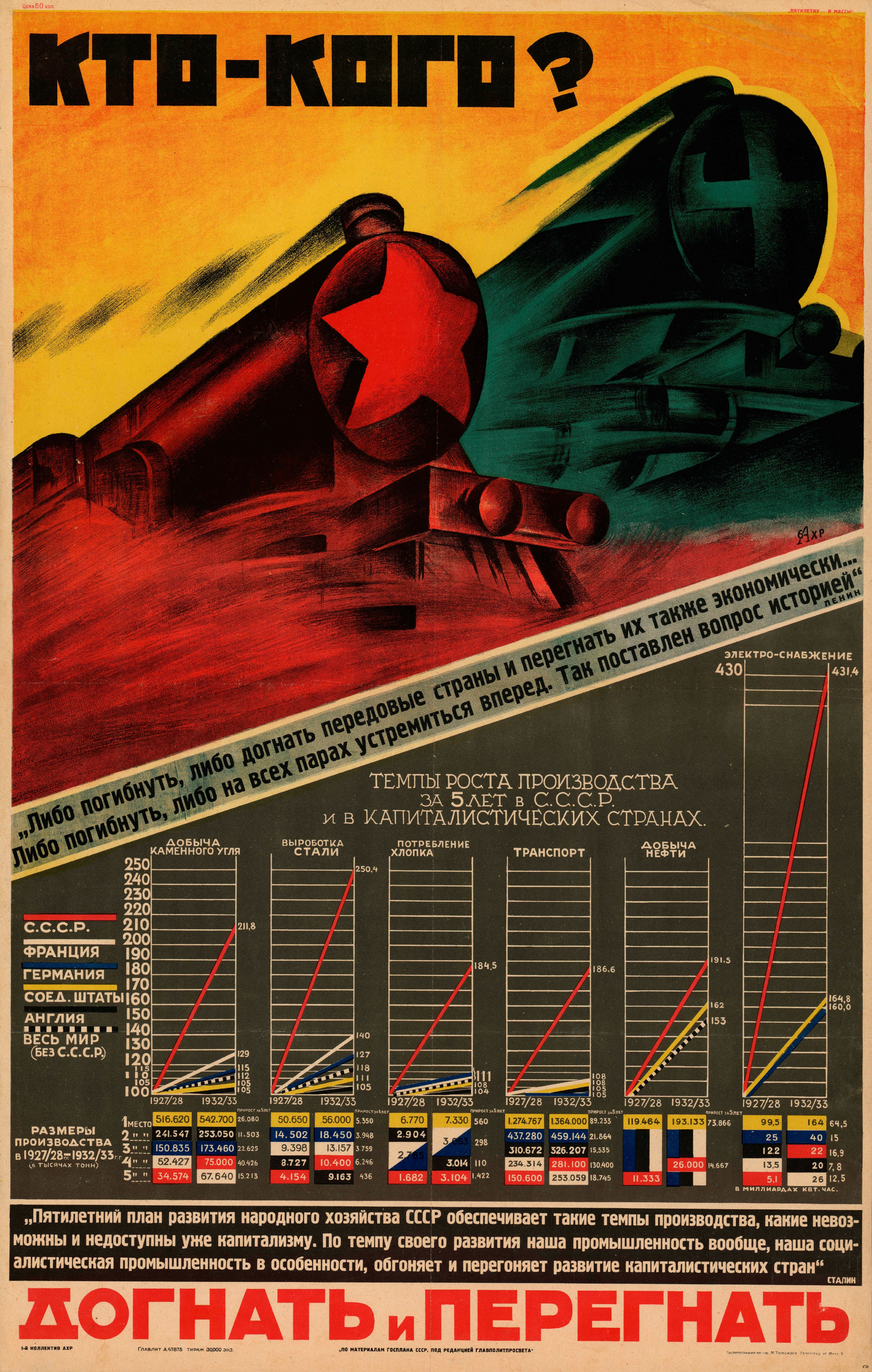
"追いつき追い越せ" (ロシア語: Догнать и перегнать).1929年のソ連のプロパガンダポスター。ウラジミール・レーニンが1917年に唱えたマルクス経済学における経済の優位性を説いている。

1957年5月22日、当時のソ連の指導者であるニキータ・フルシチョフは、ソ連の農業分野の代表者で構成される地域会議で演説し「米国に追いつき追い越す」という有名なスローガンを掲げた。
この演説の中でフルシチョフは、米国の主要な経済指標を追い越し、1980年までに共産主義の建設を完了すると約束した。
この演説で設定された目標は、ソ連の食肉の生産量を3年以内に3倍にするというものであった。
しかしフルシチョフの約束から1年経っても食肉の生産量は増加せず、ソ連は依然として食糧不足に直面していた。
この状況にフルシチョフは不満を露にし、1958年末のソビエト共産党中央委員会にて各州の共産党委員会に対し、1959年の食肉生産量の改善を確実にするための「断固たる行動」を要求する通達を発行した。

## リャザンの奇跡
リャザン州の党第一書記であるアレクセイ・ラリオノフは、今後1年間でこの地域の食肉生産量を3倍にするという約束を発表した。
非現実的な目標であったがフルシチョフは大喜びし、リャザン州はいくつかの賞を受賞し、1959年2月にはレーニン勲章が授与された。
公約を達成するため、リャザン州では合計1,959頭の牛がと畜され、食用ではないかなりの数の乳牛までと畜された。 
それでも目標を達成するには十分でなかったため、不足した生産量を満たすために集団農業を営む個人世帯の牛が一時的に流用され、加えて近隣地域から牛を購入しなければならず、その財源については学校の建設費等の公的資金から代用された。
1959年12月16日、リャザン州の共産党委員会は15万トンの肉をこの地域に供給し、3年間の目標を1年間で達成したことを宣言し、加えて来年18万トンを供給することを約束した。
1959年12月27日、ソ連共産党総会でフルシチョフは「農業生産のさらなる発展に関する宣言」を発表し、成功を宣言した。 同じく12月、ラリオノフは社会主義労働英雄の称号を授与された。「プラウダ」を始めとするメディアでも「リャザンの勝利」として大いに喧伝され、同胞の共産主義国家にも成功が伝えられた。

## 捏造の発覚
しかし、1960年にはリャザン州の食肉生産量は30,000トンに激減した。1958年に比べ、65％の牛がと畜されたからである。さらに悪いことに牛を徴用された農民が穀物の収穫を拒否したことにより穀物生産量まで半減し、報告値の粉飾が明らかになり、1960年9月22日、党第一書記から解任される直前にラリオノフは心不全で死亡した(自殺という説もある)。

## その後
同じようなことが他の地域でも小規模ながら発生し、ソ連全土で農業生産量が減少した。 同時期にフルシチョフはトウモロコシの生産にも執着し、その栽培を強要した。トウモロコシは寒冷な地域では栽培が適さないにもかかわらず、ロシア北西部やバルト地域の共産党指導者の中には党の方針に熱心に追従する者がいた。 
これらの一連の失政はフルシチョフのイメージを大きく損ない、かつてスローガンとして掲げた「米国に追いつき追い越す」は物笑いの種になった。加えて1964年の彼の失脚のきっかけの一つにもなった。